# John Moffitt
John Moffitt, född den 12 december 1980, är en amerikansk friidrottare som tävlar i längdhopp.
Moffitt började sin karriär som trestegshoppare som har som längst hoppat 16,53. Han deltog vid Olympiska sommarspelen 2004 i längdhopp och noterade där ett nytt personligt rekord på 8,47 en längd som placerade honom som tvåa efter landsmannen Dwight Phillips som hoppade 8,59. 
Samma år deltog han vid IAAF World Athletics Final 2004 där han slutade på en bronsplats. Han deltog även vid Inomhus-VM 2008 där han inte tog sig vidare till finalen.